# BoA
Pour les articles homonymes, voir Boa (homonymie).
Bo Ah Kwon, née le 5 novembre 1986, plus connue par son nom de scène BoA, acronyme de Beat of Angel,, est une autrice-compositrice sud-coréenne. Elle est née à Guri, dans la province de Gyeonggi. BoA fut découverte par SM Entertainment lors d'une audition de jeunes talents en 1998. En 2000, elle sort ID; Peace B, son premier album coréen. Deux ans plus tard, paraît son premier album japonais, Listen to My Heart, sous le label Avex Trax. Le 14 octobre 2008, avec SM Entertainment USA, une subdivision de SM Entertainment, BoA sort un single aux États-Unis, suivi de l'album BoA en mars 2009. La même année parait Mamoritai: White Wishes thème principal de Tales of Graces.
Le style musical de BoA est influencé par des chanteurs de R&B tels que Nelly et Janet Jackson. L'écriture et la composition de ses chansons sont le plus souvent confiées à ses producteurs, cependant, BoA a commencé à composer quelques chansons dès son premier album en japonais. Sa toute première réalisation paraît alors qu'elle est encore adolescente et elle est rapidement comparée à Britney Spears.
BoA parle plusieurs langues — le coréen, le japonais, l'anglais — et possède des notions de chinois mandarin. Elle a chanté dans toutes ces langues, ce qui a contribué à la faire connaître en dehors de la Corée du Sud. C'est l'une des deux seules artistes asiatiques non japonaises à avoir vendu plus d'un million d'albums au Japon et l'une des deux seules artistes à avoir eu six albums consécutifs classés en premières places du hit-parade japonais Oricon.

## Carrière

### 2000–2002: Début de carrière
À 11 ans, BoA accompagne son grand-frère à une audition de jeunes talents organisée par SM Entertainment. Bien que celle-ci soit initialement réservée à son frère, la maison de disques remarque BoA et lui propose un contrat. Ses parents, d'abord réticents à l'idée qu'elle arrête l'école pour se consacrer à une carrière musicale, finissent par accepter, sous l'insistance de son frère. BoA s'exerce pendant deux ans (cours de chants, de danse et de japonais), et à 13 ans, le 25 août 2000, sort son premier album en Corée du Sud : ID; Peace B. Ce dernier connaît un succès modéré, il entre dans le top 10 des charts coréens et s'écoule à environ 156 000 unités,. Parallèlement, sa maison de disques passe un accord avec le label japonais Avex Trax afin de lancer sa carrière musicale au Japon. Début 2001, BoA sort un mini album : Don't Start Now, qui se vend à 90 000 exemplaires. Après cette sortie, elle met sa carrière coréenne de côté afin de se consacrer au marché japonais et en profite pour se perfectionner dans la langue.
BoA commence sa carrière japonaise en chantant au Velfarre, une discothèque appartenant à Avex Trax. En 2001, elle sort son premier single japonais, version traduite de la chanson ID; Peace B. Le single atteint la vingtième place du chart Oricon et est suivi de Amazing Kiss, Kimochi wa Tsutawaru et Listen to My Heart ; ce dernier entre, pour sa part, dans le top 5 du hit-parade. Après les attentats du 11 septembre 2001, BoA enregistre le single The Meaning of Peace avec Kumi Koda apparaissant dans Song Nation, une compilation caritative réalisée par Avex Trax, qui réunit de nombreux artistes japonais afin de lever des fonds pour les victimes du 11 septembre,. Son premier album japonais, Listen To My Heart, sort le 13 mars 2002. Cette réalisation est un tournant dans la carrière de BoA, car il est certifié Million par la RIAJ, entre directement à la première place du chart Oricon, et devient du même coup le premier album d'un artiste coréen à réaliser cette performance,. Un mois plus tard, BoA sort No.1, son second album coréen. Il se vend aux alentours de 544 000 exemplaires, devenant ainsi la quatrième meilleure vente de l'année en Corée du Sud. Le 29 mai 2002, sort Jumping Into the World, une adaptation de son mini album Don't Start Now pour le marché japonais.

### 2003–2005: Succès commercial et changement d'image
BoA sort ensuite le single Valenti en août 2002, qui entre dans le top 5 du chart Oricon en débutant à la seconde place. Deux autres singles sortent quelques mois plus tard, Kiseki / No.1 et Jewel Song / Beside You: Boku wo Yobu Koe, entre-temps, paraît son second album coréen intitulé Miracle le 24 septembre 2002, qui contient principalement des reprises de ses chansons japonaise réenregistrées en coréens.
L'album japonais Valenti est commercialisé le 29 janvier 2003 et devient sa meilleure vente d'album avec plus de 1 249 000 d'exemplaires écoulés. En appui de l'album, BoA se lance dans sa première tournée au Japon, le « BoA 1st Live Tour Valenti ». Plus tard dans la même année, elle sort deux albums coréens, Atlantis Princess et le mini-album Shine We Are!. Le premier devient la cinquième meilleure vente de l'année en Corée du Sud avec 345 000 disques écoulés, et le second est 52e avec 58 000 ventes. Son troisième album japonais, Love and Honesty, sort en 2004. Il est marqué par un changement de style musical, il contient une chanson rock/dance (Rock With You) et des chansons R&B plus dynamiques et rythmées ,, alors que son précédent album, Valenti, contenait principalement des ballades. Il est numéro 1 du hit-parade Oricon pendant deux semaines et est certifié triple platine par la RIAJ,. BoA entame alors une nouvelle tournée appelée Live Concert Tour 2004: Love & Honesty. BoA en donne neuf représentations qui attirent environ 105 000 spectateurs. Son premier best of, Best of Soul, sort en 2005, se vend à plus d'un million d'exemplaires, et fait de BoA la première chanteuse asiatique non japonaise à avoir vendu plus de deux millions d'albums au Japon.
L'album contient deux chansons en chinois mandarin et est le début d'une percée sur le marché chinois. Parallèlement, son album en Corée du Sud s'écoule à 191 000 exemplaires et devient la onzième meilleure vente de l'année. Le changement d'image continue sur son cinquième album coréen, Girls on Top, qui sort en juin 2005. L'aspect bohémien de la pochette représente « la liberté et la profondeur », tandis que les clips et photos de l'album qui montrent BoA en robe traditionnelle introduisent « l'idée du féminisme coréen ». Comme pour le précédent album, il contient des chansons en mandarin, destinées au marché chinois. L'album se vend moins que le précédent, à 113 000 exemplaires et devient la 14e meilleure vente de l'année en Corée du Sud.

### 2006–2008: Baisse des ventes

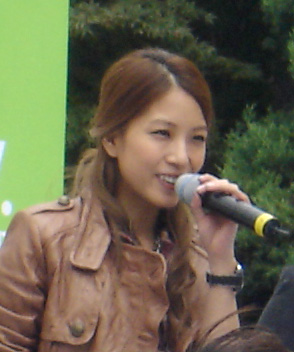
BoA en 2006

En 2006, BoA est moins active en Corée du Sud et porte son attention sur le Japon. Elle sort tout de même une version coréenne de son single Key of Heart en téléchargement légal au mois de septembre. Son quatrième album japonais, Outgrow, paraît le 15 février 2006. L'album atteint la première place du hit-parade Oricon dès la première semaine de sa sortie et devient son quatrième album consécutif à réaliser cette performance au Japon. Malgré cela, avec 220 000 exemplaires écoulés en première semaine, c'est son plus mauvais départ de vente. Le premier single de l'album, Do the Motion, atteint la première place du chart Oricon, c'est son premier single à réaliser cette performance. BoA entame une nouvelle tournée, B0A The Live, le 29 septembre 2006, elle se déroule dans les salles de spectacles Zepp du Japon, comporte 12 dates, et s'achève le 29 octobre.
En janvier 2007, son album japonais, Made in Twenty (20), continue sa transition d'une image d'adolescente à une image plus mure. L'album qui contient des chansons de R&B, de Dance et des ballades, est numéro 1 du hit-parade Oricon, comme tous ses précédents albums japonais. BoA compose une des chansons, No More Make Me Sick, à l'aide de son ordinateur personnel. Le 31 mars 2007, elle se lance dans une nouvelle tournée nationale à travers le Japon, il se vend 70 000 places et c'est « le plus gros concert » qu'elle a donné, indique BoA. Deux chansons de Made in Twenty (20) sont utilisées dans des bandes originales, Your Color est le thème final du jeu Ninety-Nine Nights sorti sur Xbox 360, et on peut entendre Key of Heart pendant le générique de fin du film Nos voisins, les hommes dans sa version japonaise, film dans lequel elle doublera également une des voix . Elle enregistre également une version anglaise de Key of Heart, disponible uniquement dans la première édition du single. Plus tard en 2007, Anycall (en), une marque de téléphone mobile coréenne appartenant à Samsung, fait signer BoA, Xiah (du groupe TVXQ), Tablo (du groupe Epik High) et le pianiste de jazz Jin Bora afin de former un groupe, Anyband, créé spécifiquement pour la promotion de la marque. Le groupe ne sortira qu'un seul single,,.
Pour son sixième album japonais The Face, BoA est influencée par l'electropop et s'accorde plus de libertés créatives dans sa musique. L'album débute en première place du chart Oricon, faisant de BoA, une des deux seules artistes au Japon à avoir eu ses six premiers albums en premières places de ce classement hebdomadaire,.

### 2008-2010: Débuts aux États-Unis
Le 2 septembre 2008, SM Entertainment annonce que BoA fera ses débuts aux États-Unis sous leur nouvelle filiale, SM Entertainment USA. Une conférence de presse est tenue quelques jours plus tard au « Seoul Imperial Palace Hotel » afin de donner des détails sur ses débuts américains,. Son premier single, Eat You Up, sort le 21 octobre 2008 en téléchargement légal. Il atteint de bonnes positions dans les hits-parades de musique en ligne aux États-Unis. Le single physique paraît le 11 novembre. SM diffuse également un CD promotionnel contenant des remixes dance de Eat You Up qui fait la meilleure entrée de la semaine du chart Hot Dance Club Play. Un autre remix avec le rappeur Flo Rida paraît en décembre sur internet,. Son album américain, BoA, sort aux États-Unis le 17 mars 2009. Elle se produit sur scène à de nombreuses reprises pour promouvoir son nouvel album et ses singles, notamment au Live concert de YouTube à Tokyo le 3 décembre 2008, au Honda Center le 6 décembre, ou encore lors du San Francisco Pride Festival le 28 juin 2009.
En février 2009, BoA sort au Japon un single contenant trois chansons Eien/Universe/Believe in Love. Sa deuxième compilation japonaise, Best and USA paraît le 18 mars. Elle est disponible en deux versions : la première en deux CD contient une sélection de ses chansons japonaises ainsi que son album américain, la seconde en un CD contient la même sélection ainsi que deux titres de son album américain. Le 28 octobre 2009 parait Bump Bump! suivi de Mamoritai: White Wishes le 9 décembre, qui sera utilisé comme thème principal du jeu Tales of Graces disponible dès le lendemain au Japon. Ces singles annoncent la sortie de son septième album japonais, Identity (10 février 2010), qu'elle coproduit également pour la première fois. L'album se place au quatrième rang du classement hebdomadaire de l'Oricon avec 37 606 copies vendues, mettant fin à son record des albums atteignant le top des ventes à leur sortie.

### Depuis 2010: Retour en Corée du Sud
Le magazine Billboard consacre Better (en) de BoA comme le meilleur album K-pop de l'année 2020.

## Popularité
BoA est très connue en Corée du Sud et au Japon, sa popularité peut être expliquée par ses talents linguistiques et par un intérêt des japonais pour la culture coréenne et la K-pop depuis les années 2000, quand les deux pays ont commencé à réaliser des échanges culturels à la suite notamment de l'organisation conjointe de la coupe du monde de football de 2002,,. Sa popularité s'étend à travers l'Asie, elle a des fans en Chine, à Hong Kong, à Taïwan, aux Philippines et à Singapour. Elle souhaite se faire connaître dans le monde entier et a déclaré dans une interview « Je serai (...) reconnue aux États-Unis et en Europe et deviendrai une célèbre Diva »,.
En juin 2006, le clip de sa chanson coréenne My Name devient le premier clip à être diffusé sur MTV K, une chaîne MTV dédiée aux coréano-Américains.

## Inspirations
Les principales influences musicales de BoA sont le hip-hop et le R&B. Ses musiciens préférés sont Michael Jackson, Justin Timberlake, Nelly, Britney Spears, Brian McKnight, Janet Jackson, Pink, et Jay-Z, par conséquent, la plupart de ses chansons sont de type dance/pop ou RnB. On la compare parfois à des chanteuses japonaises comme Ayumi Hamasaki ou Hikaru Utada et internationalement à Britney Spears.
Comme l'écriture et la composition de ses chansons sont le plus souvent prises en charge par ses producteurs, BoA a été critiquée et décrite comme une « pop star manufacturée ». En réponse à ces critiques, BoA répond que « si on force une personne à aller contre sa volonté, alors ce qui se passe bien peut facilement se dégrader » et qu'elle « n'est pas vraiment mécontente de l'expression qui la décrit comme une « star manufacturée ». C'est en partie vrai. Car SM Entertainment est à l'origine de l'environnement et des conditions qui l'entourent, [elle est] maintenant en mesure de réussir dans la voie qu'[elle a] choisie ». Bien qu'elle ait initialement été décrite comme une fille « jeune » et « mignonne », BoA présente une image plus mure depuis son album My Name. Lors d'une interview télévisée, le présentateur note que certains pensent que My Name marque le début de la baisse de popularité de BoA, et lui demande si le public imaginera toujours la chanteuse comme « la petite BoA », BoA répond : « Alors je m'excuse auprès de ces personnes qui veulent encore la petite BoA, mais que puis je faire ? Je ne fais que grandir ! Je ne peux pas empêcher ça ! ».
BoA a collaboré avec de nombreux artistes. Parmi les japonais, elle a notamment chanté à deux reprises avec le chanteur Verbal de M-Flo (pour les singles The Love Bug et Bump Bump!), Kumi Koda et le DJ de house Mondo Grosso. Elle a aussi collaboré avec des artistes occidentaux : la chanson Flying Without Wings de son album Next World est une collaboration avec le groupe irlandais Westlife, qui est une reprise de la chanson originale du même titre. Elle a chanté Show Me What You Got avec Howie D des Backstreet Boys et le deuxième single de son album BoA, I Did It for Love, avec le chanteur et producteur Sean Garrett.
Elle a également collaboré avec les artistes asiatiques Soul'd Out, Dabo, Rah-D, Seamo, TVXQ et Yutaka Furakawa. Le groupe de rock américain Weezer a repris sa chanson Meri Kuri dans l'édition japonaise de leur album Weezer.

## Télévision et publicités
De 2001 à 2007, BoA présente Beat it BoA's World, une émission de radio sur la station Japan FM Network. En 2003 paraît un jeu vidéo sur PC, BoA in the World qui consiste à jouer le rôle de son producteur et en faire une star mondiale. BoA fait la voix de Heather l'opossum dans les versions coréenne et japonaise de Nos voisins, les hommes.
En 2006, elle renouvelle son contrat avec sa maison de disques japonaise SM Entertainment et détient également des actions du groupe avec 100 000 parts (environ 1 million usd).
En 2008, la marque coréenne de bijouterie Ramee sort « Ramee by BoA », une ligne de bijoux conçue par la chanteuse. Le 9 juin 2008, BoA et neuf autres artistes de par le monde enregistrent une version anglaise de Dedication of Love de la chanteuse chinoise Wei Wei. Produit par Roald Hoffmann et Brian Alan, le single est destiné à lever des fonds pour les victimes du séisme du Sichuan de mai 2008,.
BoA est apparue dans des publicités pour plusieurs marques en Corée et au Japon, parmi lesquelles figurent Olympus, Nike, L'Oréal, les cosmétiques japonais Kosé, Skechers et GM Daewoo. Quatre de ses chansons ont été utilisées comme thèmes musicaux : Every Heart: Minna no Kimochi dans l'anime Inu-Yasha, Beside You: Boku o Yobu Koe dans l'anime Monkey Typhoon (en), Key of Heart dans le film d'animation Nos voisins, les hommes et  Your Colour dans le jeu vidéo Ninety-Nine Nights,. Sa popularité en fait également une « ambassadrice culturelle », elle a représenté la Corée du Sud lors d'événements musicaux inter-asiatiques et est apparue dans un manuel en anglais, Totally True, publié par Oxford University Press.
Elle assiste à très peu de show tv, mais en novembre 2018, pour une spéciale Happy Together, tournée au siège de SM ment, elle s'y présente en compagnie de membres de NCT, SHINee et EXO.
Ils racontent comment ils ont été recrutés, leurs frustrations, leurs difficultés à vivre en groupe, et elle notamment sa vie professionnelle solitaire et difficile au Japon "Je suis jalouse de mes junior" dit elle," Aujourd hui ils sont tous, toujours accompagnés de leurs managers et leur staff qui gèrent tout pour eux, a mon époque il fallait se débrouiller..."
En 2013, Boa participe, en tant qu'actrice principale, à la réalisation d'un film de dance américain connu sous le nom de Make your move en compagnie de Derek Hough.  
Le 03 janvier 2022, BoA débute dans le super girlgroup de SM, GOT The Beat, au côté de Taeyeon et Hyoyeon de Girl's Generation, Seulgi et Wendy de Red Velvet et Karina et Winter de aespa

## Vie privée
En septembre 2004, BoA crée la controverse lorsqu'elle fait un don de 50 millions de won pour un mémorial dédié au mouvement d'indépendance coréen et au nationaliste An Jung-geun.
Pour arriver à ses fins, BoA travaille beaucoup et il lui est arrivé de connaître des malaises provoqués par l'épuisement lors de concerts et représentations pour la télévision,.
En 2007, un étudiant coréen parvient à pirater l'adresse électronique de BoA et découvre des photos compromettantes de la chanteuse en compagnie du rappeur coréen Danny Ahn du groupe G.o.d. L'étudiant réclame une forte somme d'argent afin de garder le silence. Il est finalement arrêté par la police mais l'affaire finit par s'ébruiter. On lui a attribué également une liaison avec le styliste japonais Bun, ensuite marié à la chanteuse Leah Dizon.
Depuis mi-2016, elle est en couple avec l'acteur Joo Won. D'après l'agence de ce dernier, Huayi Brothers, dans un communiqué de novembre 2017, le couple aurait confirmé son idylle en janvier 2017 et aurait rompu pendant le service militaire de Joo Won, donc entre mai et octobre.

## Discographie
Au 5 avril 2010, BoA a sorti 16 albums studio (dont 3 mini albums), 3 albums de compilations, 2 albums de remix et 40 singles (dont 7 en featuring).

### Albums en studio
- 2000 : ID; Peace B - album en coréen
- 2001 : Don't Start Now / Jumping Into the World - album spécial: titres inédits en coréen + titres ré-enregistrés en anglais et chinois
- 2002 :
  - Listen to My Heart - album en japonais
  - No.1 - album en coréen
  - Miracle - album spécial: titres japonais ré-enregistrés en coréen
- 2003 :
  - Valenti - album en japonais
  - Atlantis Princess - album en coréen
  - Shine We Are! - album spécial: titres japonais ré-enregistrés en coréen
- 2004 :
  - Love and Honesty - album en japonais
  - My Name - album en coréen
- 2005 : Girls on Top - album en coréen
- 2006 : Outgrow - album en japonais
- 2007 : Made in Twenty (20) - album en japonais
- 2008 : The Face - album en japonais
- 2009 : BoA - album en anglais
- 2010 :
  - Identity - album en japonais
  - Hurricane Venus - album en coréen
- 2012 : Only One - album en coréen
- 2014 :
  - Who's Back? - album en japonais
  - Masayume Chasing - opening 15 de l'animé Fairy Tail
  - Fly - album en japonais
- 2015 : Kiss My Lips - album en coréen
- 2018 :
  - One Shot, Two Shot - mini-album en coréen
  - Woman (en) - album en coréen
  - Watashi Kono Mama de Ii no Kana (en) - album en japonais
- 2020 : Better (en) - album en coréen

### Remixes et Compilations
- 2002 : Peace B. Remixes - album de remixes en japonais
- 2003 : Next World - album de remixes en japonais
- 2004 : K-pop Selection - compilation en coréen pour le Japon
- 2005 : Best of Soul - compilation en japonais
- 2009 : Best and USA - version "1 CD" : compilation en japonais et anglais
- 2009 : Best and USA - version "2 CD" : compilation en japonais + album BoA en anglais